# Giovanni Papini
Giovanni Papini (n. 9 ianuarie 1881, Florența - d. 8 iulie 1956, Florența) a fost un jurnalist, eseist, critic literar, poet și romancier italian. Papini a fost un simpatizant al futurismului și un precursor teoretic al precizionismului.

## Viața și opera
Giovanni Papini s-a născut în anul 1881 la Florența, fiu al lui Luigi Papini, fost soldat garibaldian, meșteșugar cu convingeri republicane și anticlericale, motiv pentru care mama sa, Erminia Cardini, a trebuit să-și boteze fiul pe ascuns. A avut o copilărie și o tinerețe solitare, compensate de pasiunea pentru lectură. În 1899 devine institutor, predă câtva timp și exercită și profesiunea de bibliotecar. Din fragedă tinerețe se angajează într-o frenetică activitate de scriitor, publicist și animator cultural și devine cu timpul un erudit autodidact. În 1900, împreună cu Giuseppe Prezzolini și Ettore Morselli, înființează o asociație de "liberi cugetători" (spiriti liberi), cu tendințe anarhice și idealiste. În anul 1903 scrie programul revistei nou apărute "Il Leonardo", cu puncte de referință în filosofia lui Friedrich Nietzsche și antroposofia lui Rudolf Steiner, având ca obiectiv lichidarea culturii academice italiene. În același timp, lucrează ca redactor al revistei "Il Regno", condusă de Enrico Corradini, publicație de netă orientare naționalistă. Debutează ca scriitor cu un ciclu de "povestiri metafizice", printre care "Il tragico quotidiano" (1903) și "Il pilota cieco" (1907). În 1906 publică prima sa carte în domeniul filosofiei, "Il crepusculo dei filosofi" (Amurgul filosofilor), în care combate virulent sistemele de gândire a șase din cei mai importanți filosofi (Immanuel Kant, Georg Wilhelm Hegel, Arthur Schopenhauer, Auguste Comte, Herbert Spencer, Friedrich Nietzsche); într-un capitol  final,  constată moartea filosofiei (Licenzio la filosofia) în numele unui iraționalism vitalistic. În această epocă se căsătorește cu Giacinta Giovagnoli.

### Perioada futuristă
În anul 1911 dă publicității, împreună cu Giovanni Amendola, revista "L'Anima", care va apare până în 1913, când îi ia locul revista "Lacerba", editată împreună cu Ardengo Soffici, revistă care devine expresia futurismului florentin. Papini se va distanța mai târziu de această orientare în cartea L'esperienza futurista (1919). În Le memorie d'Iddio (1912) exprimă cu violență protestul său anti-religios și nihilist, în timp ce în Le Stroncature face un rechizitoriu aspru, în numele avangardei culturale, al principalelor opere clasice (Faust, Decameronul, Hamlet etc.) și polemizează cu scriitori contemporani, ca Giovanni Gentile sau Benedetto Croce. În același timp, scrie și opere în spirit tradițional, proză poetică, Cento pagine di poesia (1915), sau versuri, Opera prima (1917). Din această epocă datează una din operele cele mai apreciate ale lui Giovanni Papini, povestirea autobiografică Un uomo finito (1913).

### Convertirea religioasă și politică
După ani de profunde căutări spirituale, Giovanni Papini anunță, în anul 1921, convertirea sa religioasă la catolicism și publică Storia di Cristo, care se bucură de un imens succes editorial, fiind tradusă în mai multe limbi. Continuă să scrie cu prolificitate neobișnuită, în special texte apologetice religioase, nu totdeauna în concordanță cu dogmele oficiale ale bisericii catolice, din care cauză suscită adesea polemici pasionate: Dizionario dell'omo salvatico (1923, în colaborare cu Domenico Giuliotti), Pane e vino (1926, versuri), Sant'Agostino (1929). În această perioadă scrie și cunoscuta satiră Gog (1931) și o reconsiderare apologetică a lui Dante Alighieri, Dante vivo (1933).
Papini aderă la mișcarea fascistă și devine un fel de scriitor oficial al regimului. În anul 1935 obține "per chiara fama" catedra de literatură italiană la Universitatea din Bologna. Publică primul volum din Storia della letteratura italiana (1937), pe care îl dedică lui Mussolini ("Al Duce, amico della poesia e dei poeti"). În același an este numit "academician al Italiei" ("Accademico d'Italia") și devine director al Institutului de studii asupra renașterii și al revistei La Rinascita. Odată cu prăbușirea regimului fascist, în anul 1943, Papini se refugiază în mănăstirea franciscană din Chiusi della Verna.

### Ultimii ani
În primii ani după război i-a fost reproșată colaborarea cu fascismul, în special din partea generației tinere de scriitori. Susținut de catolicii tradiționaliști, continuă să publice o serie de opere ca Lettere agli uomini di Celestino VI (1946), Vita di Michelangelo (1949), Il libro nero (1951), Il diavolo (1953), La spia del mondo (1955). Colaborează cu regularitate la ziarul "Corriere della Sera", cu articole care vor fi publicate postum (1971) într-o culegere intitulată Schegge. Suferind, aproape orb, Giovanni Papini moare la Florența, în 8 iulie 1956. Unele opere rămase neterminate sau în stare de proiect vor fi publicate ca atare după moartea sa: Giudizio universale (1957), La felicità dell'infelice (1956), La seconda nascita (1958), Diario (1962), Rapporto sugli uomini (1977).
Giovanni Papini a fost, în primul rând, un activist cultural multilateral, cu mari oscilații morale, pe bună dreptate controversat, nu numai de adversarii săi, care l-au acuzat de diletantism intelectual. Din punct de vedere literar, impresionează stilul său vehement, incisiv, bogat în imagini, sarcastic și paradoxal, adesea prolix și pompos. Nu poate fi ignorată mania de grandoare și dorința irezistibilă de a surprinde pe cititor, de multe ori în conflict cu obiectivitatea, cu riscul de a nu fi luat în serios. Oscilând între filosofie, istorie, istorie literară, beletristică și erudiție religioasă, Giovanni Papini s-a manifestat mereu ca un spirit agitat, nemulțumit, acaparat de veșnice căutări.

## Citat
- Doar persoanele sterile și mediocre se preocupă de perfecta coerență a gândurilor proprii și sunt obsedate de teama de a greși. Papini a greșit de multe ori, s-a contrazis cu furie până a se compromite. Și totuși opera sa a rămas unitară, pusă la punct și corectă de la prima până la ultima pagină. (Mircea Eliade)

## Giovanni Papini în limba română
- Viața lui Isus, tradusă de Alexandru Marcu, Editura "Cartea Românească", 1928  și editura "Ago-Temporis" Chișinău 1991.
- Un om sfârșit, în traducerea lui Alexandru Marcu, Editura "Socec", 1943; în traducerea lui Ștefan Aug. Doinaș, editura  pentru Literatură Universală, colecția Meridiane, 1969, iar apoi la editura "Theratopius", 1993.
- Gog, tradus de Ileana Zara, Colecția Romanul secolului XX, Editura "Univers", București, 1990.
- Amurgul filozofilor, tradus de Rodica Locusteanu, Editura "Uranus", 1991,
- Martorii patimilor, în traducerea lui Nicolae Constantinescu, Editura "ZZ-Excelsior", 1995.
  - Mărturiile Calvarului, traducere și adaptare de  Ion Pătrașcu, Editura Universalia, Craiova, 1990.
- Chipuri de oameni, în traducerea lui Mihai Banciu, Editura "Leda", 2005.
- Viața lui Iisus, tradusă de Alexandru Marcu, Editura "Pergamon", Bistrița, 2007.
- Diavolul, tradusă de Ionuț Rădulescu, Editura "Paralela 45",  București, 2009.
- Dante viu, traducere și prefață de Laszlo Alexandru, Editura "Pergamon", Bistrița, 2009.
- Cartea neagră, traducere de Badea Nicolescu, Editura Fronde, 1997. ISBN 973-96312-7-4

## Papini în română pe internet
- În revista "E-Leonardo", nr. 1/2003 - nr. 14/2009  Arhivat în 26 iunie 2009, la Wayback Machine..
- Interviul imaginar cu Lenin din romanul satiric „Gog“ de Giovanni Papini circulă de multă vreme în Romȃnia în internet, fără precizarea că interviul n-a avut niciodată loc, că este numai o ficțiune literară.